# Aleksander Jędrzejewski

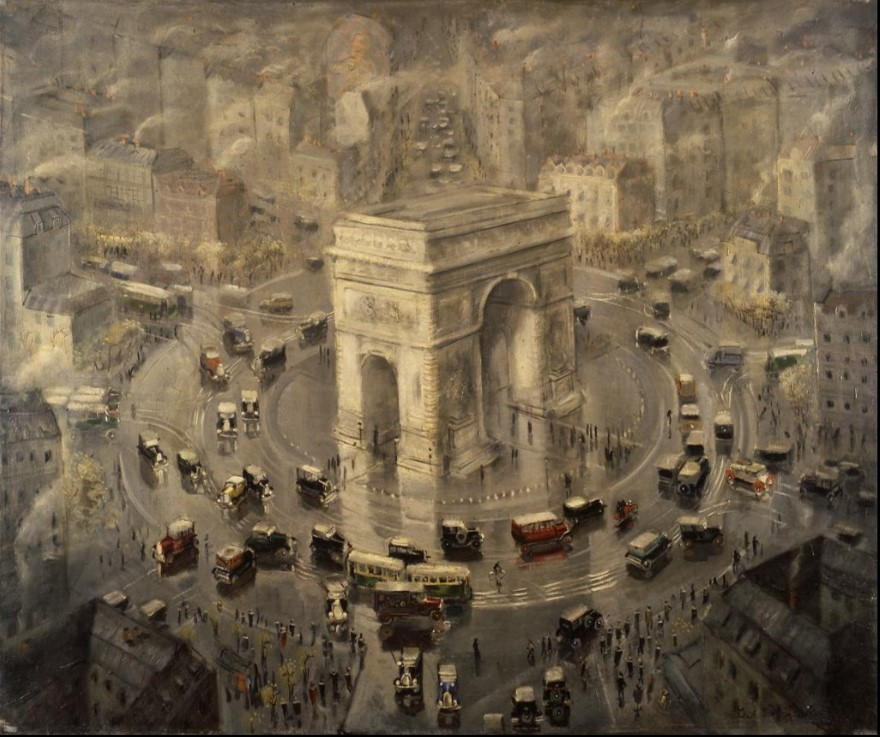
Paryż – obraz Aleksandra Jędrzejewskiego z 1932, Muzeum Śląskie w Katowicach

Aleksander Jędrzejewski (ur. 1 września?/14 września 1903 w Żytomierzu, zm. 28 sierpnia 1974 we Wrocławiu) – polski scenograf, malarz, pedagog, członek Bractwa św. Łukasza. 

## Życiorys
Urodził się w rodzinie Piotra i Haliny z Piwockich. Po ukończeniu gimnazjum, w latach 1923–1929 studiował malarstwo w warszawskiej Szkole Sztuk Pięknych u Tadeusza Pruszkowskiego. Po studiach przystąpił do Bractwa św. Łukasza. Uczestniczył w krajowych i zagranicznych wystawach Bractwa. W latach 1931–1938 działał w Wołyńskim Teatrze Objazdowym w Łucku. W sezonie 1938/39 projektował scenografie dla Teatru Miejskiego w Bydgoszczy.
W czasie II wojny światowej pracował jako malarz pokojowy.
Po wojnie zamieszkał we Wrocławiu. Od sezonu teatralnego 1946/47 do przejścia na emeryturę w 1970 projektował scenografie dla wielu teatrów wrocławskich (Teatru Dolnośląskiego, Teatrów Dramatycznych, Teatru Polskiego, Opery Wrocławskiej), a także dla Teatru Nowego w Łodzi i Teatru Narodowego w Warszawie. Projektował scenografie również dla Teatru Telewizji.
Został profesorem Państwowej Wyższej Szkoły Sztuk Plastycznych we Wrocławiu.
26 marca 1930 poślubił Jadwigę Przeradzką (1902–1983) – malarkę i scenografkę. Miał z nią syna, Michała – scenografa tak jak rodzice.
Zmarł 28 sierpnia 1974 we Wrocławiu.

## Ordery i odznaczenia
- Krzyż Kawalerski Orderu Odrodzenia Polski (19 kwietnia 1956)[3]
- Medal 10-lecia Polski Ludowej (23 maja 1955)[4]

## Nagrody
- III nagroda Festiwalu Polskich Sztuk Współczesnych - za scenografię do sztuki Dr Anna Leśna Krzywickiej w Teatrze Żydowskim w Łodzi i Próby sił Lutowskiego w Teatrze Ziemi Opolskiej w Opolu (1951)
- Nagroda Państwowa II stopnia - za twórczość scenograficzną, a w szczególności za scenografię sztuk: J. Stryjkowskiego Bieg do Fragala oraz W. Bragina i G. Towstonogowa Wkrótce zakwitną kasztany (1955)[5]
- wyróżnienie jury Festiwalu Dramatów Wyspiańskiego (wspólnie z Jakubem Rotbaumem) - za nowe pomysły inscenizacyjne w przedstawieniu Wesela w Teatrach Dramatycznych we Wrocławiu (1958)
- wyróżnienie Ministra Kultury i Sztuki z okazji wystawy „Polskie dzieło plastyczne w 15-leciu PRL” (1963)

Źródło:.